# Savaşır, Posof
Savaşır là một xã thuộc huyện Posof, tỉnh Ardahan, Thổ Nhĩ Kỳ. Dân số thời điểm năm 2010 là 165 người.